# 孙塘庄镇
孙塘庄镇，是中华人民共和国河北省唐山市曹妃甸区下辖的一个乡镇级行政单位。
2013年，河北省民政厅批复同意将唐海镇所辖的孙塘庄、石匠庄、芦苇庄、小戟门、李庄、黄土庄、桑佗、南田庄、小韩庄、新塘庄、十字沽村、新尚庄、木匠庄、韩庄子、尚庄子、南新庄、新河头17个村民委员会和第八农场居民委员会从唐海镇划出，设立孙塘庄镇，面积82.13平方公里，人口27719人。镇人民政府驻孙塘庄村兴中路5号。

## 行政区划
孙塘庄镇下辖以下地区：
第八农场社区、石匠庄村、芦苇庄村、孙塘庄村、新韩庄村、新塘庄村、十字沽村、新尚庄村、木匠庄村、尚庄子生产队、韩庄子生产队、南新庄生产队、新河头生产队、小戟门村、李庄村、黄土庄村、桑坨村和南田庄村。